# Nad Niemnem (film 1939)
Nad Niemnem – polski film fabularny z 1939 roku w reżyserii Wandy Jakubowskiej ze scenariuszem Jarosława Iwaszkiewicza na podstawie powieści Elizy Orzeszkowej o tym samym tytule. Film zaginął w czasie II wojny światowej.

## Historia

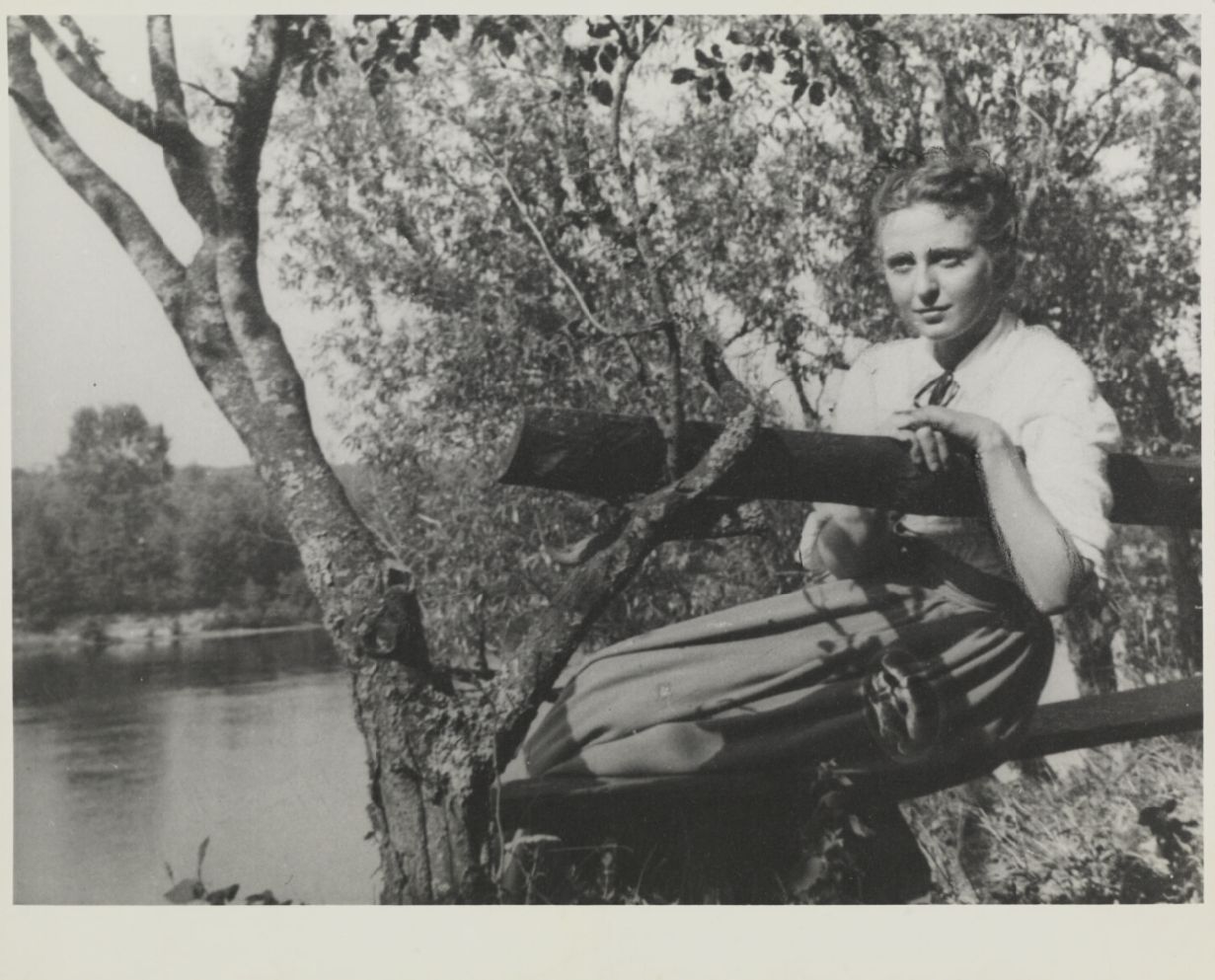
Elżbieta Barszczewska na ławeczce Orzeszkowej nad Niemnem podczas kręcenia zdjęć plenerowych w Bohatyrowiczach

Nad Niemnem był drugim, po Strachach, pełnometrażowym filmem Spółdzielni Autorów Filmowych (SAF), wytwórni skupiającej postępowych artystów zainteresowanych kinem.
Zdjęcia do filmu powstały od marca do lipca 1939 roku. Plenery kręcono m.in. w Bohatyrowiczach na Grodzieńszczyźnie, gdzie rozgrywała się akcja powieści Orzeszkowej. Przywiązano dużą wagę do wiernego zachowania szczegółów historycznych. Operatorem filmu był Stanisław Wohl, a za projekty kostiumów odpowiadał znany rysownik Jan Marcin Szancer. Film powstawał z rozmachem. Do obsady zaangażowano najlepszych polskich aktorów, m.in. Elżbietę Barszczewską i Jerzego Pichelskiego oraz Mieczysławę Ćwiklińską, Ludwika Sempolińskiego i innych. 
Produkcja filmu została ukończona przed wybuchem II wojny światowej. Premiera została zaplanowana na 5 września 1939 w największym w Warszawie kinie Colosseum, które miało pomieścić 3 tys. osób. Została jednak odwołana z uwagi na bombardowanie miasta i umieszczenie w uszkodzonym kinie miejsca dla rannych i zabitych.  
Ekipa miała możliwość zobaczyć fragmenty filmu, które zrobiły duże wrażenie. Film w całości obejrzał scenarzysta Jarosław Iwaszkiewicz, który miał uznać go za najlepszą polską produkcję. 
Po klęsce wrześniowej Stefan Dękierowski, właściciel atelier filmowego „Falanga”, dowiedział się, że film spodobał się Niemcom, którzy zamierzali go przemontować na antypolską fabułę o niemieckich kolonistach gnębionych przez Polaków w Prusach Wschodnich. Do planów nie doszło, Dękierowski przechwycił taśmy i zimą 1939 roku w porozumieniu z Jakubowską polecił ukryć film. Negatyw filmu podzielono na dwie (lub według innych źródeł trzy) części i zamurowano gdzieś w piwnicach budynków WSM na Żoliborzu. Podobnie uczyniono z kopiami eksploatacyjnymi, których miało być pięć. Jednak osoby znające miejsce ukrycia zginęły w powstaniu warszawskim, wobec czego taśmy z filmem nie zostały do dziś odnalezione. Według słów Jerzego Zarzyckiego przekazanych przez Jakubowską, kopia robocza (musterkopia) filmu miała po wojnie znajdować się w Katowicach.  
Kolejny raz powieść została zekranizowana w 1986 r. przez Zbigniewa Kuźmińskiego.

## Obsada

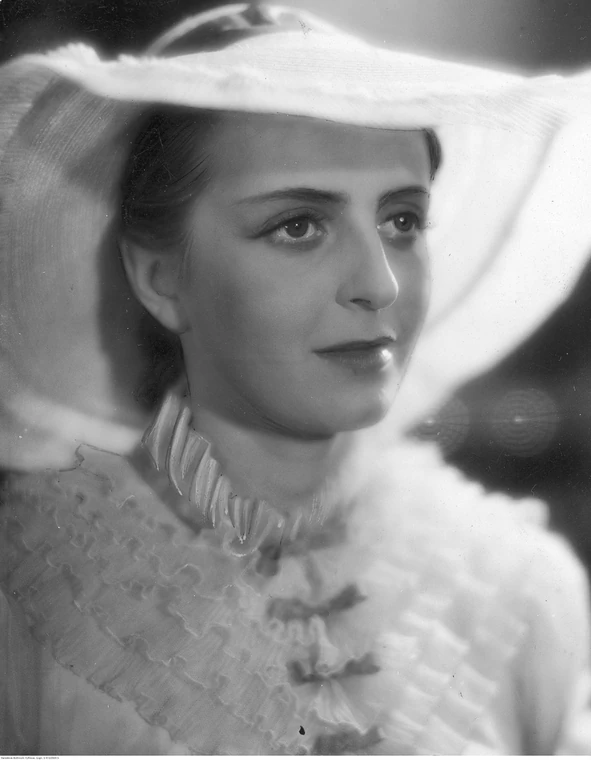
Elżbieta Barszczewska w roli Justyny Orzelskiej

- Elżbieta Barszczewska – Justyna Orzelska[4]
- Jerzy Pichelski – Jan Bohatyrowicz[4]
- Bogusław Samborski – Anzelm Bohatyrowicz[4]
- Stanisława Wysocka – Marta Korczyńska[4]
- Stanisław Grolicki – Benedykt Korczyński[6]
- Mieczysława Ćwiklińska – Emilia Korczyńska[6]
- Jan Kreczmar – Zygmunt Korczyński[6]
- Karin Tiche – Klotylda, żona Zygmunta[6]
- Ludwik Sempoliński – Bolesław Kirło[6]
- Wanda Jakubińska – Teresa Plińska[6]
- Wiktor Biegański
- Włodzisław Ziembiński
- Zygmunt Chmielewski
- Jerzy Kaliszewski

## Galeria
Zdjęcia promocyjne w prasie z 1939 roku:

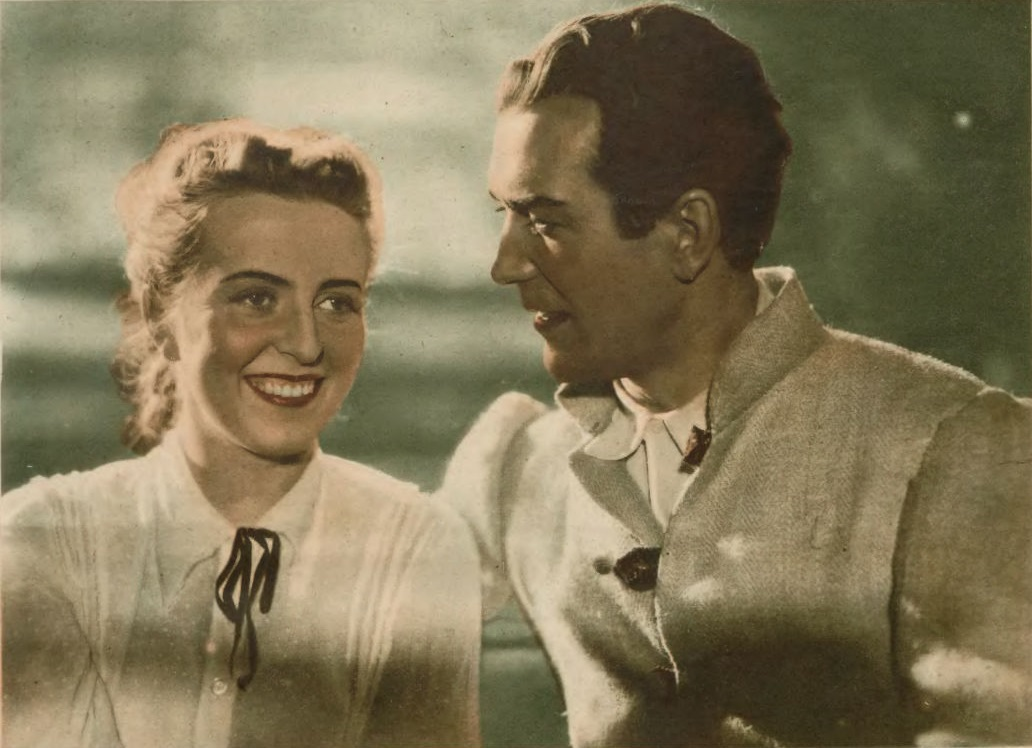
Elżbieta Barszczewska i Jerzy Pichelski
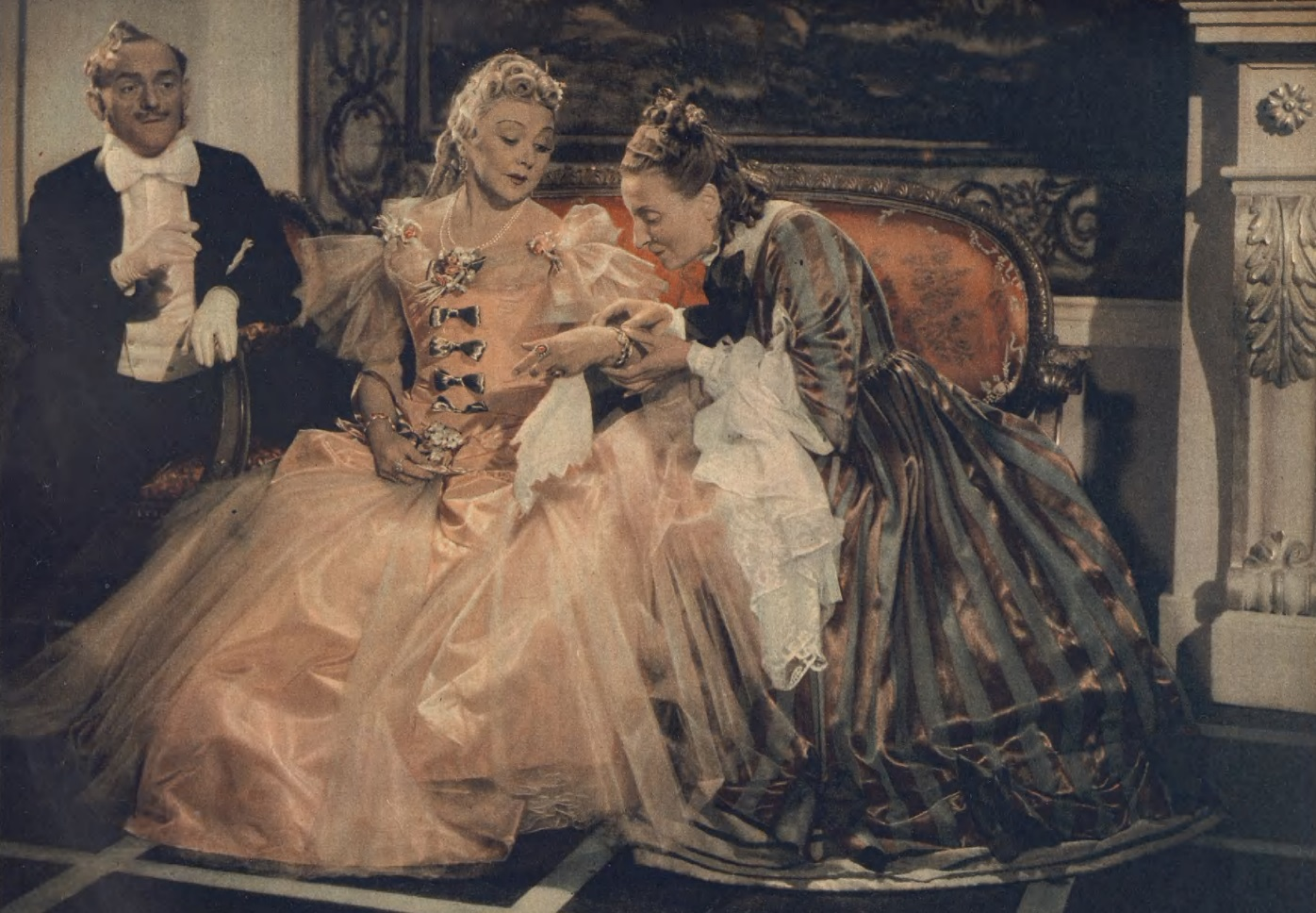
Ludwik Sempoliński, Mieczysława Ćwiklińska i Wanda Jakubińska – scena na balu u Różyca
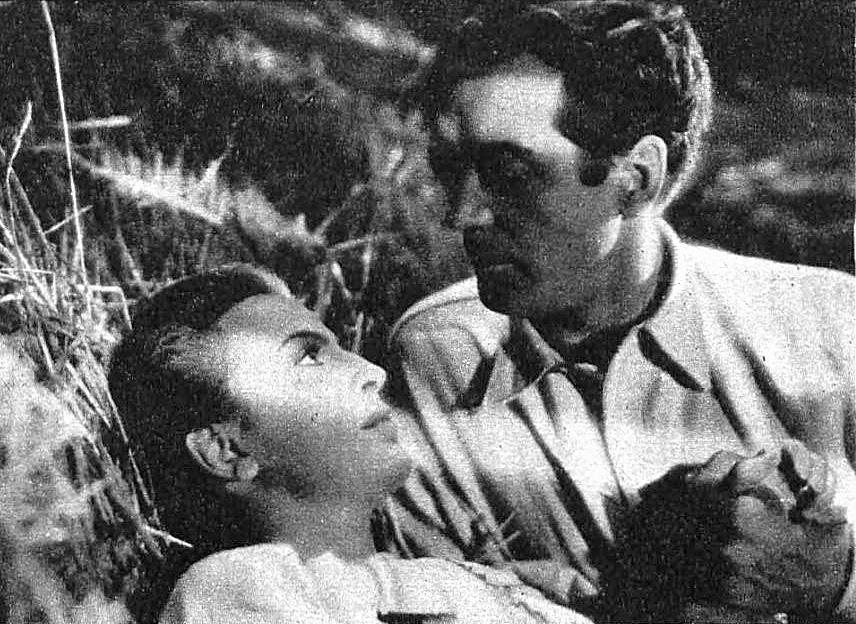
Elżbieta Barszczewska i Jerzy Pichelski
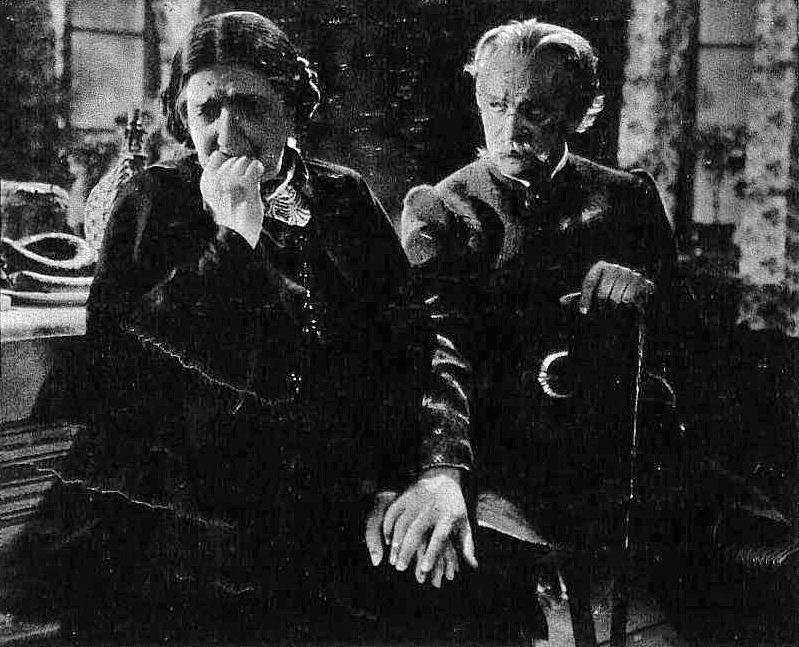
Stanisława Wysocka i Stanisław Grolicki